# Verrucosa suaita
Verrucosa suaita Lise, Kesster & Silva, 2015 è un ragno appartenente alla famiglia Araneidae.

## Etimologia
Il nome della specie deriva dalla località colombiana di rinvenimento degli esemplari: Suaita.

## Caratteristiche
L'olotipo femminile rinvenuto ha lunghezza totale è di 10,20mm; la lunghezza del cefalotorace è di 5,00mm; e la larghezza è di 4,00mm.

## Distribuzione
La specie è stata reperita nella Colombia centrosettentrionale: l'olotipo femminile è stato rinvenuto nel territorio del comune di Suaita, nel dipartimento di Santander.

## Tassonomia
Al 2015 non sono note sottospecie e non sono stati esaminati nuovi esemplari.